# Ursus C-335M
Ursus C-335M – ciągnik rolniczy produkcji zakładów Ursus w Warszawie; wersja rozwojowa ciągnika Ursus C-335.

## Historia modelu
Ciągnik posiada większą prędkość jezdną (ok. 9% więcej) niż model C-335 poprzez zastosowane w nim innego rodzaju kół zębatych w przekładni. Ciągnik nie był tak popularny jak poprzednie modele Ursusa. Produkcja trwała prawdopodobnie do 1993 roku.